# 莫爾登 (英國國會選區)
莫爾登（英語：Maldon），英國國會一郡選區，包括英格蘭東部埃塞克斯郡莫爾登區和科爾切斯特區一部。始設1332年，至1885年為自治市選區，應選兩席。1983年被撤，於2010年恢復。
保守黨的約翰·惠廷戴爾在2010年大選中以59.8%選票勝出該區成功連任。